# ALvino
ALvino（アルヴィノ）は、日本のロックバンド。La'cryma ChristiのギタリストKOJI、PIERROTのギタリスト潤、NIOIの元ボーカリストShotaによって、2006年に結成。

## 概要
元々は潤がPIERROTでは発表できなかった楽曲を別の形で世に出したいと考えており、同様にLa'cryma Christiでは発表できなかった曲を披露する場を求めていたKOJIの2人が、2005年より共に活動を開始し、バンドの結成を企てる。
ボーカリストの選定は数百人の中から選び、非常に難航したが、北海道でバンド「NIOI」のメンバーとして活動していた翔太を迎え、ALvinoが結成される。バンド名の「ALvino」は、自分達から生み出される平凡でノーマル（normal）な物。それを三人の想像力（vision）と力で錬金（ALchemy）し、価値のあるものに変えていこうという思いを込めた造語。
ヴィジュアル系バンドで活動していたKOJI・潤と、全くジャンル違いの出身である新人ボーカリスト翔太との異色の編成であるものの、ヴィジュアル系の媒体にも露出する一方で、ジャンルにとらわれない種々の対バンやライブ・イベントへの出演も行っている。
アコースティックライブにも力を入れており、サポートメンバーを同伴しない形でのアコースティックツアーも行う。活動開始当初はメンバー内でセルフプロデュースをしていたが、メジャーセカンドシングル「ココロフィルム」以降、佐久間正英、大島賢治、松岡基樹など著名な音楽プロデューサーと共に制作する様になる。
2017年7月に、兼ねてからのShotaの喉の不調が回復しないことを理由とする活動停止を発表。翌年2018年3月17日のラストライブをもって活動停止となった。

## メンバー
- Shota（しょうた 9月24日 - ）：Vocal

北海道更別村出身。血液型O型。
北海道帯広三条高等学校及び北海道教育大学函館校を卒業。教育職員免許状も取得している。
ALvinoに加入するまでは、北海道を拠点にバンド「NIOI」の活動・路上での弾き語りを行っていた。2003年にはAIR-G'主催の音楽祭イベントでグランプリを獲得している。2010年8月28日、カヴァー・イベントライヴ「うたのわ」を主催。2011年4月25日より、ラジオ番組「夢のキズナ」（REDS WAVE）のレギュラーパーソナリティを務めていた。かつては「翔太」と表記していた。
- KOJI（こうじ 1973年4月12日 - 2022年4月15日（49歳没））：Guitar

大阪府出身。血液型A型。リーダー。
2022年4月15日、食道癌により死去。
- 潤（じゅん 1973年5月4日（52歳） - ）：Guitar

長野県出身。血液型O型。

## 来歴
- 2006年
  - 12月13日に初のシングル「snow line」をSWORD RECORDSから発売。
- 2007年
  - 9月5日、バップよりアルバム『ALflavor』でメジャーデビュー。
- 2008年
  - 3月20日からツアー「ココロ・ファインダー」が開始[6]。
  - 6月8日からツアー「ココロフィルム」が開始[6]。
  - 12月10日、アルバム『alone』発売。
  - 12月21日、ツアー「a taste of “alone”」が開始[7]。
- 2009年
  - 日本クラウンに移籍。9月16日、アルバム『capsule』発売。
  - 12月6日からツアー「Capsule」が開始。LEVINがサポートドラムを担当[8]。
- 2010年
  - 5月12日、シングル「Close to you」発売。テレビ東京系アニメ『遊☆戯☆王5D's』のエンディングテーマとしてタイアップ。「Close to you」のリリースにあわせて全国16本を巡るツアー「Close to you」が開始[9]。
  - 9月22日、ツアー「NEXT↑↑」が開始[10]。
- 2011年
  - 2月16日、バンド結成5周年記念ライヴを渋谷WWWにて開催[11]。
  - 7月16日、アルバム『Wings of Music』発売。同日から、ツアー「"PLUS ONE"〜Wings of Music〜」が開始[12]。
- 2012年
  - 6月20日、初のアコースティックミニアルバム『Celebration of Flowers』発売。同日から、アコースティックライブツアー「Naked Tour“ユウキノハナタバ”」が開始[13]。
- 2013年
  - 金銭トラブルにより、元所属事務所のスウォード社を相手取り、訴訟を起こした[14]。
  - 9月25日、初のベストアルバム『The Best of ALvino "Past and Present"』を発売。9月1日から、ツアー「New Birth Best!」が開始[15]。
  - 11月14日から、アコースティックライブツアー「Naked（Acoustic） Tour "Past + Present＝Future→」が開始[16]。
- 2014年
  - 4月12日、ツアー「"ALpha Romeo's"〜恋する男たちのバースディ〜」が開始[17]。
  - 6月20日、アコースティックライブツアー「Naked Tour "ALphabed"〜眠れる森の姫たちへ〜」が開始[18]。
  - 9月5日、ツアー「ALpha Music Wave」が開始[19]。

## ディスコグラフィ

### インディーズ

#### シングル
|     | 発売日         | タイトル  | 最高順位 | 備考                                        |
| --- | -------------- | --------- | -------- | ------------------------------------------- |
| 1st | 2006年12月13日 | snow line | 29位     | DVD付                                       |
| 2nd | 2007年3月14日  | 花        | 53位     |                                             |
| 3rd | 2007年7月4日   | FLY HIGH  | 88位     | テレビ東京系スキバラ7月度エンディングテーマ |

### メジャー

#### シングル
|     | 発売日        | タイトル       | 最高順位 | 備考                                               |
| --- | ------------- | -------------- | -------- | -------------------------------------------------- |
| 1st | 2008年2月27日 | この手紙…      | 71位     | 初回盤はオリジナル差し替えジャケットランダム封入。 |
| 2nd | 2008年5月21日 | ココロフィルム | 67位     | 通常盤、アニメ仕様盤同時発売。                     |
| 3rd | 2010年5月12日 | Close to you   | 40位     |                                                    |

#### アルバム
| 発売日         | タイトル                              | 備考 |
| -------------- | ------------------------------------- | --- |
| 2007年9月5日   | ALflavor                              | オリコン週間アルバムチャート初登場82位 初回盤：「HERO」ビデオクリップ+メイキング映像入りDVD付 通常盤：オールカラー28Pブックレット付 |
| 2008年12月10日 | alone                                 | オリコン週間アルバムチャート初登場84位 3タイプ同時発売 type A：DVD「TOUR2008“ココロフィルム”FINAL at AKASAKA BLITZ 0629」 type B：DVD「MUSIC CLIP6曲+メンバー編集オフショット映像」 type C：【bonus track】「snow line (acoustic ver.)」収録 【32P豪華ブックレット】 |
| 2009年9月16日  | capsule                               | 移籍第一弾Mini Album 初回限定盤：DVD「2009/5/4 ALvino TOUR 2009"power of alone"@AKASAKA BLITZ」 通常盤：「birthday」が追加 |
| 2011年7月16日  | Wings of Music                        | 初回限定盤：「虹色きっぷ」Music Video＋特典映像 通常盤：「君が好きだよ」が追加 |
| 2012年6月20日  | Celebration of Flowers                | ALvino初のアコースティックミニアルバム |
| 2013年2月6日   | Picture                               | 初回限定盤：Special DVD |
| 2013年9月25日  | The Best of ALvino "Past and Present" | ALvino初のベストアルバム |

### DVD
| 発売日     | タイトル                                                        |
| ---------- | --------------------------------------------------------------- |
| 2006年12月 | 「“ALchemy Drive” 〜Pop Music Adventure〜」2006.10.4 LIQUIDROOM |

## タイアップ一覧
| 使用年 | 曲名                | タイアップ                                                                           |
| ------ | ------------------- | ------------------------------------------------------------------------------------ |
| 2007年 | snow line           | 首都圏トライアングル『1230アッと!!ハマランチョ』2月度エンディングテーマ              |
| 2007年 | 花                  | テレビ神奈川（tvk）『MUTOMA α』エンディングテーマ                                    |
| 2007年 | FLY HIGH!!          | テレビ東京系『スキバラ』7月度エンディングテーマ                                      |
| 2008年 | この手紙…           | TBS系『神さまぁ〜ず』2・3月度エンディングテーマ                                      |
| 2008年 | ココロフィルム      | 日本テレビ系アニメ『秘密(トップ・シークレット)〜The Revelation〜』オープニングテーマ |
| 2008年 | ココロフィルム      | テレビ神奈川（tvk）『音楽缶』5月度オープニングテーマ                                 |
| 2008年 | new cinema paradigm | フジテレビ系『奇跡体験!アンビリバボー』エンディングテーマ                            |
| 2008年 | new cinema paradigm | テレビ神奈川（tvk）『音楽缶♯』11月度テーマソング                                     |
| 2010年 | Close to you        | テレビ東京系アニメ『遊☆戯☆王5D's』エンディングテーマ（第104話 - 第129話）            |